# سانت أنجيلو كوبولو
سانت أنجيلو كوبولو؛ هي كومونا في مقاطعة بينيفينتو في منطقة كامبانيا الإيطالية ، وتقع على حوالي 50كم من شمال شرق نابولي وحوالي 8كم من جنوب بينيفينتو . في 31 ديسمبر 2004 ، كان عدد سكان البلدة 4262 نسمة وتبلغ مساحتها 10.9كم 2 . 

## تاريخ

### الشاراتت
يتكون شعار البلدية، كما أقره مرسوم المجلس في عام 1958، من فرعين. أحدهما عبارة عن بلوط مع الجوز والآخر عبارة عن شجرة خليج بها توت تتقاطع مع بعضها البعض أسفل نقطة الدرع ويتم ربطها بشريط ملون باللون الأخضر والأبيض والأحمر. يمثل الشعار كرامة وشرف البلدية والمقاطعة والمنطقة.

### معيار
معيار البلدية مصنوع من ستارة زرقاء فاتحة مزينة بتطريزات فضية وصورة للشعار مكتوب عليها: COMUNE DI SANT' ANGELO A CUPOLO.

## جغرافية
تقع سانت أنجيلو كوبولو على حدود البلديات التالية: بينيفينتو وسيبالوني وشيانش وسان لوسيو ديل سانيو و سان مارتينو سانيتا و سان نيكولا مانفريدي . تحسب البلدية القرى الصغيرة ( فرازيوني ) من باجنارا وكارديلي و ماكولي وميدينا ومونتورسي وموتا وبانيلي و باستين و بيريللو وسان ماركو اي مونتي و سيارا.
• تقع باجنارا في أقصى جنوب نقطة على الحدود مع أفيلينو، مفصولة عن باقي أراضي سانت أنجيلو كوبولو بواسطة باجليارا ، وهي جزء من بلدية سان نيكولا مانفريدي.
• كارديلي هي قرية صغيرة جبلية. ربما يأتي اسمها من اللقب كارديلو ، الذي كان ولا يزال سائدًا اليوم في هذه المنطقة.
• ماكولي و بانيلي يعتبران هما الأصغر ولكنهما يتميزان بأجمل المناظر البديعة. 
تنقسم مونتورسي إلى قسمين، مونتورسي ومونتورسي فالي، مرتبطان ببعضهما البعض بمسار متعرج. راعي هذه القرية هو الشهيد سان دوناتو، الذي تم الاحتفال به في 7 أغسطس.
تنقسم موتا إلى جزأين، موتا وموتا فالي. الاحتفال بالرعاة هو 5 أغسطس، تكريما لمادونا ديلا نيف.
• بيريللو هي قرية صغيرة يسكنها 1200 شخص تقع 3كم جنوب بينيفينتو.
• تشتهر سان ماركو اي مونتي بشكل خاص ببلفيدير ديل سانيو ، وهي وجهة نظر بانورامية يمكن من خلالها الاستمتاع بإطلالة على جميع أراضي بينيفينتو تقريبًا.

## الآثار والأماكن ذات الأهمية

### المباني الدينية

#### كونفينتو دي ليغوريني
النصب التذكاري الرئيسي لسانت أنجيلو كوبولو هو الدير. الذي تم بناؤه عام 1775 على تل صغير. في البداية كان مقر للمبتدئين وأصبح فيما بعد منزلًا للراحة. و في داخل الكنيسة يوجد سانت ألفونسو. و تم توسيع الواجهة في عام 1925.

#### كابيلا دي سان ميشيل
و بالقرب من المقبرة يمكن العثور على كنيسة سان ميشيل التي ربما تم بناؤه حوالي النصف من القرن السادس عشر.

#### كنيسة القديسين أنجيلو وليوناردو
تتميز الكنيسة بوجود تمثال سان ميشيل من القرن السادس عشر ولوحتين جداريتين: واحدة على يسار المذبح من تأليف ليبوريوس بيزيلا. يوجد في هذا المبنى أيضًا لوحة تصور مادونا ديل لاتي.